# Деноминација
Деноминација је промена номиналне вредности новчане јединице (најчешће брисањем једнe или више нула) која се спроводи заменом новца новцем мање или веће вредности. Тај се поступак спроводи у време монетарне реформе или због високе инфлације, када се новчана јединица убрзано обезвређује. У СФР Југославије деноминација се вршила у више наврата просто објашњено, прерачунавање изразито високих номиналних вредности претходног динара у нове ниже номиналне вредности новог динара.